# Tetracme truncataria
Tetracme truncataria là một loài bướm đêm trong họ Erebidae.